# СРТ-129
СРТ-129 — советский средний рыболовный траулер (логгер) проекта СРТ-300/400. Построен в ГДР и спущен на воду 1 октября 1950 года, принят в эксплуатацию 4 января 1951 года. За свою историю судно сменило несколько названий и ведомств, в том числе служило в составе Балтийского флота ВМФ СССР.
С 2007 года — судно-музей в составе Музея Мирового океана в Калининграде, ошвартовано у набережной Исторического флота. Единственное в России музеефицированное рыболовное судно.

## История
Траулер был построен на верфи VEB Schiffswerft Neptun в Ростоке (ГДР) и имел строительный номер 691. В феврале 1951 года судно вошло в состав флота СССР под названием «Круглов-1».
Впоследствии траулер был передан Военно-морскому флоту СССР и переоборудован для вспомогательных задач. Судно было переименовано в «СБР-13» и зачислено в состав Краснознамённого Балтийского флота. 7 мая 1965 года судно числилось уже в составе Дважды Краснознамённого Балтийского флота. В 1977 году было снова переименовано и получило название «СР-13». Во время службы в ВМФ судно использовалось для морских и корабельных измерений в более щадящем режиме по сравнению с промысловой работой.
В 1996 году, после вывода из состава ВМФ, судно было передано ФГУП «Калининградский морской рыбный порт» и ему вернули исторический номер, переименовав в «СРТ-129». В порту его установили в качестве памятника истории рыболовной отрасли, однако доступ к нему был ограничен, так как порт является режимным объектом.
В 2007 году СРТ-129 передали Музею Мирового океана. 20 августа 2007 года два буксира перевели траулер к новому месту стоянки у музейной набережной.
Во время реставрационных работ, 9 апреля 2008 года, на борту судна произошёл пожар. Загорелась деревянная обшивка и утеплитель палубной надстройки, предположительно из-за сварочных работ. Пожарным удалось оперативно ликвидировать возгорание и спасти историческое судно. После завершения реставрации на борту была открыта музейная экспозиция.

## Музейный экспонат и экспозиция
На борту СРТ-129 размещена экспозиция «Пионеры океанического лова», посвящённая истории рыбопромыслового флота России. Экскурсионный маршрут проходит по открытой палубе, носовому кубрику, грузовому трюму, салону команды, каюте капитана, ходовой и штурманской рубкам, а также шлюпочной палубе.
Экспозиция включает предметы быта рыбаков 1950—1970-х годов, макеты тралов, образцы сетей, канаты, кухтыли и карты промысловых районов.
В рубках сохранено оригинальное оборудование:
- Ходовая рубка: гирокомпас «Амур», штурвал, индикатор радиолокационной станции «Донец-2», машинный телеграф, поисковый эхолот «Лещ».
- Штурманская рубка: радиопеленгатор «Рыбка», навигационный эхолот «НЭЛ-5».
- Радиорубка: радиоприёмник «Волна-К», различные передатчики.

На палубе представлены орудия лова и палубное оборудование, включая рыборазделочную машину. Особенностью судов этого типа было использование парусов для увеличения скорости при переходах между районами промысла: носового паруса (кливер) на фок-мачте и кормового (трисель) на грот-мачте.